# Ferrette

Ferrette este o comună în departamentul Haut-Rhin din estul Franței. În 2009 avea o populație de 873 de locuitori.

## Evoluția populației
| An        | 1975 | 1982 | 1990 | 1999  | 2006  | 2009 |
| --------- | ---- | ---- | ---- | ----- | ----- | ---- |
| Populație | 783  | 727  | 863  | 1.020 | 1.063 | 873  |